# Sebastiano Ranfagni
Sebastiano Ranfagni (Rosenheim, 8 agosto 1985) è un ex nuotatore italiano.

## Biografia
Nato nel 1985 a Rosenheim, in Germania, nel 2009 ha preso parte ai Mondiali di Roma, uscendo in semifinale nei 200 m dorso con il 16º tempo, 1'58"84. Nello stesso anno ha vinto l'argento nei 200 m dorso ai Giochi del Mediterraneo di Pescara, chiudendo in 1'58"59 dietro allo spagnolo Aschwin Wildeboer.
L'anno successivo ha partecipato agli Europei di Budapest 2010, uscendo in batteria nei 50 m dorso con il 21º tempo, 25"97 e nei 100 m dorso con il 15º crono, 55"19, e arrivando 5º nei 200 m dorso in 1'58"40. Nello stesso anno ha preso parte agli Europei in vasca corta di Eindhoven, venendo eliminata in batteria nei 50 m dorso, con il 25º tempo, 25"40 e nei 100 m dorso con il 9º crono, 53"04, e terminando 7º nei 200 m dorso in 1'54"47.
Nel 2011 ha preso parte ai Mondiali di Shanghai, chiudendo 7º nei 200 m dorso con il tempo di 1'57"49. Nello stesso anno ha vinto 2 bronzi all'Universiade di Shenzhen, nei 100 m dorso, in 55"21, a pari merito con il neozelandese Kurt Bassett e dietro all'altro neozelandese Gareth Kean e allo spagnolo Juan Miguel Rando e nella staffetta 4×100 m misti, in 3'38"75, insieme a Paolo Facchinelli, Luca Leonardi e Mattia Pesce, anche in questo caso a pari merito con la Nuova Zelanda, dietro a Giappone e Stati Uniti.
A 26 anni ha partecipato ai Giochi olimpici di Londra 2012, uscendo in batteria nei 200 m dorso con il 19º tempo, 1'58"76 (andavano in semifinale i primi 16).
Nello stesso anno ha preso parte agli Europei di Debrecen, uscendo in batteria nei 50 m dorso con il 19º tempo, 26"06, nei 100 m dorso con il 15º crono, 55"39, e arrivando 4º nei 200 m dorso in 1'57"99.
Ai Campionati italiani ha vinto 1 bronzo nei 200 m dorso agli Invernali 2003, 1 bronzo nei 200 m dorso agli Estivi 2005, 1 argento nei 200 m dorso agli Invernali 2006, 1 argento nei 200 m dorso ai Primaverili 2006, 1 oro nei 200 m dorso agli Estivi 2006, 1 oro nei 200 m dorso, 1 argento nei 50 m dorso e 1 bronzo nei 100 m dorso ai Primaverili 2007, 1 argento nella staffetta 4x100 m misti e 2 bronzi nei 200 m dorso e nella staffetta 4x200 m stile libero ai Primaverili 2008, 2 ori nella 200 m dorso e nella staffetta 4x100 m misti, 2 argenti nella 100 m dorso e nella staffetta 4x200 m stile libero e 1 bronzo nella staffetta 4x100 m stile libero agli Estivi 2008, 1 bronzo nei 200 m dorso agli Invernali 2009, 1 oro nella staffetta 4x100 m stile libero, 2 argenti nella staffetta 4x200 m stile libero e nella staffetta 4x100 m misti e 1 bronzo nei 200 m dorso ai Primaverili 2009, 1 oro nella 200 m dorso, 1 argento nella staffetta 4x100 m misti e 2 bronzi nei 50 m dorso e nella staffetta 4x100 m stile libero agli Estivi 2009, 1 bronzo nella 200 m dorso agli Invernali 2010, 2 argenti nella 200 m dorso e nella staffetta 4x200 m stile libero e 2 bronzi nella 100 m dorso e nella staffetta 4x100 m misti ai Primaverili 2010, 1 argento nei 200 m dorso e 1 bronzo nei 100 m dorso agli Invernali 2011, 1 oro nei 200 m dorso ai Primaverili 2011 e 1 oro nei 200 m dorso e 1 bronzo nei 100 m dorso ai Primaverili 2012.

## Palmarès
- Giochi del Mediterraneo

Pescara 2009: argento nei 200m dorso.
- Universiadi

Shenzhen 2011: bronzo nei 100m dorso e nella 4×100m misti.